# Gabi Luncă
Gabi Luncă (Vărbilău, 1938. október 16. – Bukarest, 2021. április 2.) romániai cigány énekesnő.

## Életútja
1938. október 16-án született a Prahova megyei Vărbilăuban egy hatgyermekes családba. Három és fél éves volt, amikor az anyja meghalt. Mostohaanya nevelte, aki rosszul bánt vele. Apja, Dumitru Luncă, a Ploiești-i hadsereg zenekarának hegedűse volt.
1951-ben kezdett énekelni. 1955-ben kezdett együttműködni a ploiești-i Május 1. Klub népi együttesével, amelynek karmestere akkoriban Sile Ungureanu harmonikás volt. 17 évesen vált ismertté, amikor a Ploiești-i Flacăra Prahova Orchestra énekese volt. 1959-ben készítette el első lemezfelvételeit az Electrecordnál, amely négy dalból állt.
1964-ben kötött házasságot Ion Onoriu harmonikaművésszel, akivel 1970-ben kezdett közösen felvételeket készíteni. 1973-tól szinte az összes dala a karrierje végéig Ion Onoriu együttesével készült. 1980-ban volt az első külföldi koncertje, Izraelben. Koncertezett még Berlinben (1982), és New York-ban (1983) is. 1990-ben Ion Onoriuval Románia történelmének legnagyobb városi hegedűzenei koncertjét szervezték meg a Dinamo Stadionban. 1992-ben kiadta első hegedűs-vallásos zenei albumát, amelyet két turnén, Párizsban és Madridban mutattak be, majd visszavonult és csak a bukaresti pünkösdi templom szolgálatában énekelt.
2021. április 2-án 82 éves korában hunyt el koronavírus-fertőzés következtében.

## Diszkográfia
- Gipsy songs II (1974)
- Am avut o măicușoară (1974)
- Mă dusei și eu în codru (1977)
- Măi neicuță din Pitești (1983)
- Pasăre necunoscută (1983, MK)
- Anii mei și tinerețea (1991)
- Amar, amar (1992)
- Fata care vinde flori (2002)
- Două mame pentru-o fată (2005)
- Azi e nor, mâine-i senin (2005)
- Oameni buni și dragă lume (2005)
- Dă mamă cu biciu-n mine. Comori ale muzicii lăutărești (2009)